# Scotty McCreery
Scott Cooke "Scotty" McCreery (né le 9 octobre 1993) est un chanteur américain de musique country originaire de Garner, Caroline du Nord, et qui a remporté la dixième saison d'American Idol le 25 mai 2011.

## Biographie

### Jeunesse
McCreery est né en 1993 de Judy (née Cooke) et Michael McCreery à Garner, Caroline du Nord,. McCreery commence à apprendre la guitare à l'âge de dix ans. Il fréquente l'école primaire Timber Drive de Garner et plus tard la West Lake Middle School,. Il étudie également à la Garner Magnet High School où il rejoint un ensemble vocal, Die Meistersingers, qui se produit à travers les États-Unis. Il a commença à chanter comme ténor, puis devint basse quand sa voix se fit plus faible.
McCreery a remporté le concours de chant "Clayton Idol" obtenu à la Fête de la Moisson de Clayton et a été l'un des 36 finalistes dans un concours "Rip the Hallways" mettant en vedette des chanteurs adolescents en Caroline du Nord.
Il a également chanté régulièrement à la Première église baptiste de Garner, Caroline du Nord .

### American Idol
McCreery a auditionné pour le dixième saison d'American Idol au Milwaukee. Les juges ont été frappés par sa voix de basse profonde inhabituelle pour son âge. McCreery a remporté la dixième saison de American Idol le 25 mai 2011.
| Émission                | Thème                                     | Chanson choisie                                   | Artiste original        | Classement | Résultat    |
| ----------------------- | ----------------------------------------- | ------------------------------------------------- | ----------------------- | ---------- | ----------- |
| Audition                | Au choix                                  | "Your Man"                                        | Josh Turner             | N/A        | Advanced    |
| Audition                | Au choix                                  | "Put Some Drive in Your Country"                  | Travis Tritt            | N/A        | Advanced    |
| Hollywood Round, Part 1 | Premier solo                              | "Your Man"                                        | Josh Turner             | N/A        | Sélectionné |
| Hollywood Round, Part 2 | Performance de groupe                     | "Get Ready"                                       | The Temptations         | N/A        | Sélectionné |
| Hollywood Round, Part 3 | Second solo                               | "I Hope You Dance"                                | Lee Ann Womack          | N/A        | Sélectionné |
| Las Vegas Round         | Chanson des Beatles Performance de groupe | "Hello Goodbye"                                   | The Beatles             | N/A        | Sélectionné |
| Hollywood Round Final   | Solo                                      | "Long Black Train"                                | Josh Turner             | N/A        | Sélectionné |
| Top 24 (12 Men)         | Choix personnel                           | "Letters from Home"                               | John Michael Montgomery | 8          | Sélectionné |
| Top 13                  | Votre Idole                               | "The River"                                       | Garth Brooks            | 12         | Sauvé       |
| Top 12                  | Votre année de naissance                  | "Can I Trust You with My Heart"                   | Travis Tritt            | 8          | Sauvé       |
| Top 11                  | Motown                                    | "For Once in My Life"                             | Stevie Wonder           | 7          | Sauvé       |
| Top 11                  | Elton John                                | "Country Comfort"                                 | Elton John              | 1          | Sauvé       |
| Top 9                   | Rock & Roll Hall of Fame                  | "That's All Right"                                | Arthur Crudup           | 6          | Sauvé       |
| Top 8                   | Chanson de films                          | "I Cross My Heart" — Pure Country                 | George Strait           | 4          | Sauvé       |
| Top 7                   | Chanson du 21e siècle                     | "Swingin'"                                        | John Anderson           | 1          | Sauvé       |
| Top 6                   | Carole King                               | Solo "You've Got a Friend"                        | Carole King             | 4          | Sauvé       |
| Top 6                   | Carole King                               | Duo "Up on the Roof" avec Lauren Alaina           | The Drifters            | 6          | Sauvé       |
| Top 5                   | Chanson de Now and Then                   | "Gone"                                            | Montgomery Gentry       | 4          | Safe        |
| Top 5                   | Chanson de Now and Then                   | "Always on My Mind"                               | Brenda Lee              | 9          | Safe        |
| Top 4                   | Chanson qui vous inspire                  | "Where Were You (When the World Stopped Turning)" | Alan Jackson            | 3          | Sauvé       |
| Top 4                   | Chansons de Leiber & Stoller              | "Young Blood"                                     | The Coasters            | 7          | Sauvé       |
| Top 3                   | Au choix                                  | "Amazed"                                          | Lonestar                | 1          | Sauvé       |
| Top 3                   | Choix de Jimmy Iovine                     | "Are You Gonna Kiss Me or Not"                    | Thompson Square         | 4          | Sauvé       |
| Top 3                   | Choix des juges                           | "She Believes in Me"                              | Kenny Rogers            | 7          | Sauvé       |
| Finale                  | Performance favorite                      | "Gone"                                            | Montgomery Gentry       | 1          | Gagnant     |
| Finale                  | Choix de George Strait                    | "Check Yes or No"                                 | George Strait           | 3          | Gagnant     |
| Finale                  | Chanson du sacre                          | "I Love You This Big"                             | Scotty McCreery         | 5          | Gagnant     |

## L'après American Idol

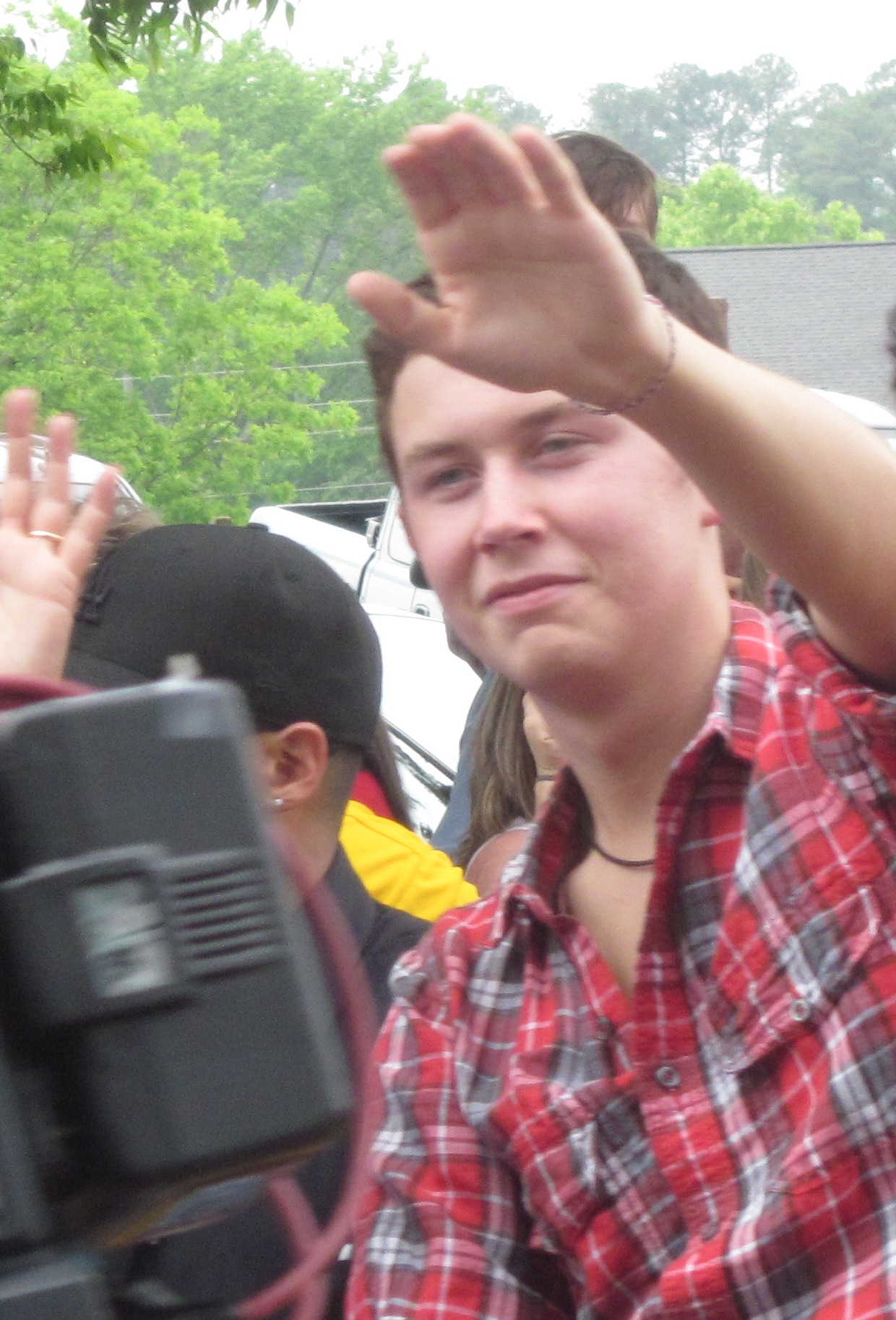
Scotty McCreery en mai 2011.

Scotty a publié son premier single "I Love You This Big" peu de temps après la finale d'American Idol. La chanson est entrée dans le classement Billboard Hot Country Songs à la 32e place. Le single a été vendue à 171 404 exemplaires durant la première semaine, il a été certifié disque d'or le 25 août 2011[source secondaire souhaitée].
Il a signé chez Mercury Nashville, à la suite du contrat qui lui a donné plus de 250 000 $ d'avances pour l'enregistrement de son premier album.
McCreery a fait partie de la tournée avec les autres chanteuses de américains[incompréhensible] pour le LIVE! Tour 2011, qui a débuté en West Valley City, Utah, le 6 juillet 2011 et s'est terminé en Manille, aux Philippines, le 21 septembre 2011.
Il fait également une apparition dans l'épisode 19 (diffusé le 23 avril 2012 aux États-Unis) de la saison 1 de Hart of Dixie.

### Clear as Day(2011)
Le premier album de McCreery, intitulé Clear as Day, est sorti le 4 octobre 2011. L'album contient une reprise de Keith Urban, et la chanson homonyme à l'album "Clear as Day". L'album s'est vendu à 197 000 sur sa première semaine de sortie, et Scotty McCreery est devenu le premier artiste country a entrer à la première place du Billboard 200 avec son premier album studio.

## Discographie

### Albums studio
| Titre                          | Détails | Meilleures positions | Meilleures positions | Meilleures positions | Ventes        |
| Titre                          | Détails | US Country           | US                   | CAN                  | Ventes        |
| ------------------------------ | --- | -------------------- | -------------------- | -------------------- | ------------- |
| Clear as Day                   | - Date de sortie : 4 octobre 2011 - Label: 19 Recordings / Interscope Records/ Mercury Nashville - Formats: Vinyle, CD, digital download | 1                    | 1                    | 4                    | - US: 342,000 |
| Christmas With Scotty McCreery | - Date de sortie : 16 octobre 2012 - Label: 19 Recordings / Interscope Records / Mercury Nashville - Formats: Vinyle, CD, téléchargement |                      |                      |                      |               |
| See You Tonight                | - Date de sortie : 15 octobre 2013 - Label: 19 Recordings / Interscope Records / Mercury Nashville - Formats: Vinyle, CD, téléchargement |                      |                      |                      |               |
| Seasons Change                 | - Date de sortie : 16 mars 2018 - Label: Triple Tigers Records / Sony Music - Formats: Vinyle, CD, téléchargement                        |                      |                      |                      |               |
| Same Truck                     | - Date de sortie : 17 septembre 2021 - Label: Triple Tigers Records - Formats: Vinyle, CD, téléchargement                                |                      |                      |                      |               |
| Rise & Fall                    | - Date de sortie : 10 mai 2024 - Label: Triple Tigers Records - Formats: Vinyle, CD, téléchargement                                      |                      |                      |                      |               |

### Compilation
| Titre                                    | Détails                                                      | Meilleurs positions | Meilleurs positions | Meilleurs positions | Meilleurs positions | Ventes             |
| Titre                                    | Détails                                                      | US Country          | US                  | US Indie            | CAN                 | Ventes             |
| ---------------------------------------- | ------------------------------------------------------------ | ------------------- | ------------------- | ------------------- | ------------------- | ------------------ |
| American Idol Season 10: Scotty McCreery | - Date de sortie: 24 mai 2011 - Label: 19 - Formats: Digital | 3                   | 12                  | 3                   | 25                  | - US sales: 42,000 |

### Extended plays
| Titre                                               | Détails                                                                                                  | Meilleures positions | Meilleures positions | Meilleures positions | Ventes        |
| Titre                                               | Détails                                                                                                  | US Country           | US                   | CAN                  | Ventes        |
| --------------------------------------------------- | --- | -------------------- | -------------------- | -------------------- | ------------- |
| American Idol Season 10 Highlights: Scotty McCreery | - Date de sortie: June 28, 2011 - Label: 19/Interscope Records/ Mercury Nashville - Formats: CD, digital | 2                    | 10                   | 26                   | - US: 191,000 |

### Singles
| Année | Single                    | Meilleures positions | Meilleures positions | Meilleures positions | Ventes        | Certifications    | Album        |
| Année | Single                    | US Country ,         | US ,                 | CAN                  | Ventes        | Certifications    | Album        |
| ----- | ------------------------- | -------------------- | -------------------- | -------------------- | ------------- | ----------------- | ------------ |
| 2011  | "I Love You This Big"     | 15                   | 11                   | 21                   | - US: 654,000 | - US: Disque d'or | Clear as Day |
| 2011  | "The Trouble with Girls"A | 33                   | 84                   | —                    | - US: 105,000 |                   | Clear as Day |

- A Single actuel.

## Nominations et récompenses
| Année | Association             | Catégorie                      | Résultat   |
| ----- | ----------------------- | ------------------------------ | ---------- |
| 2011  | Teen Choice Awards 2011 | Choice Music: Breakout Artist  | Nomination |
| 2011  | American Country Awards | Artist of the Year: New Artist | NC         |